# Manuel Antônio Álvares de Azevedo, barão de Itapacorá
Manuel Antônio Álvares de Azevedo, primeiro e único barão de Itapacorá, (Itaboraí, 10 de julho de 1773 — Itaboraí, 23 de agosto de 1865) foi um nobre brasileiro.
Filho de Alexandre Álvares Duarte de Azevedo e Ana Maria Joaquina Duque Estrada.
Lutou pela Independência do Brasil, sendo agraciado barão em 25 de março de 1849. Era também cavaleiro da Imperial Ordem do Cruzeiro e comendador da Imperial Ordem de Cristo.
Fazendeiro, faleceu solteiro, deixou cinco filhos naturais.